# 森光村
森光村（もりみつむら）は、かつて新潟県刈羽郡にあった村。

## 沿革
- 1889年（明治22年）4月1日 - 町村制施行に伴い刈羽郡森光村が村制施行し、森光村が発足。
- 1900年（明治33年）2月23日 - 刈羽郡小栗山村と合併し、森山村となり消滅。